# Projet Delta
 (janvier 2023).
La mise en forme du texte ne suit pas les recommandations de Wikipédia : il faut le « wikifier ».
Les points d'amélioration suivants sont les cas les plus fréquents :
- Les titres sont pré-formatés par le logiciel. Ils ne sont ni en capitales, ni en gras.
- Le texte ne doit pas être écrit en capitales (les noms de famille non plus), ni en gras, ni en italique, ni en « petit »…
- Le gras n'est utilisé que pour surligner le titre de l'article dans l'introduction, une seule fois.
- L'italique est rarement utilisé : mots en langue étrangère, titres d'œuvres, noms de bateaux, etc.
- Les citations ne sont pas en italique mais en corps de texte normal. Elles sont entourées par des guillemets français : « et ».
- Les listes à puces sont à éviter, des paragraphes rédigés étant largement préférés. Les tableaux sont à réserver à la présentation de données structurées (résultats, etc.).
- Les appels de note de bas de page (petits chiffres en exposant, introduits par l'outil «  Source ») sont à placer entre la fin de phrase et le point final[comme ça].
- Les liens internes (vers d'autres articles de Wikipédia) sont à choisir avec parcimonie. Créez des liens vers des articles approfondissant le sujet. Les termes génériques sans rapport avec le sujet sont à éviter, ainsi que les répétitions de liens vers un même terme.
- Les liens externes sont à placer uniquement dans une section « Liens externes », à la fin de l'article. Ces liens sont à choisir avec parcimonie suivant les règles définies. Si un lien sert de source à l'article, son insertion dans le texte est à faire par les notes de bas de page.
- La présentation des références doit suivre les conventions bibliographiques. Il est recommandé d'utiliser les modèles {{Ouvrage}}, {{Chapitre}}, {{Article}}, {{Lien web}} et/ou {{Bibliographie}}. Le mode d'édition visuel peut mettre en forme automatiquement les références.
- Insérer une infobox (cadre d'informations à droite) n'est pas obligatoire pour parachever la mise en page.

Pour une aide détaillée, merci de consulter Aide:Wikification.
Si vous pensez que ces points ont été résolus, vous pouvez retirer ce bandeau et améliorer la mise en forme d'un autre article.
Le Projet Delta est une commande de véhicules lourds ouest-allemands, par l'Union soviétique, dans les années 1970, comprenant 9 500 camions porteurs, 1 000 tracteurs, des remorques surbaissées et des pièces de rechange d'une valeur totale d'environ 1,1 milliard de deutschmarks.
Les véhicules ont été utilisés principalement pour la construction la ligne principale de chemin de fer Baïkal-Amour (BAM), un itinéraire alternatif au Transsibérien, particulièrement vulnérable vu sa proximité avec la frontière chinoise. Certains de ces véhicules ont survécu jusque dans les années 2000 après avoir été utilisés sur les chantiers de construction ou les champs pétroliers en Sibérie.

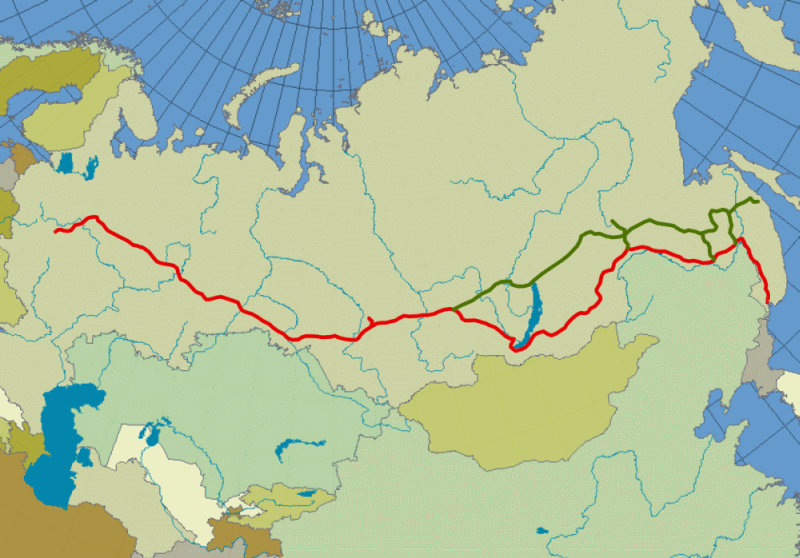
Tracé du Transsibérien en rouge et de la Magistrale Baïkal-Amour (BAM) en vert

## Histoire

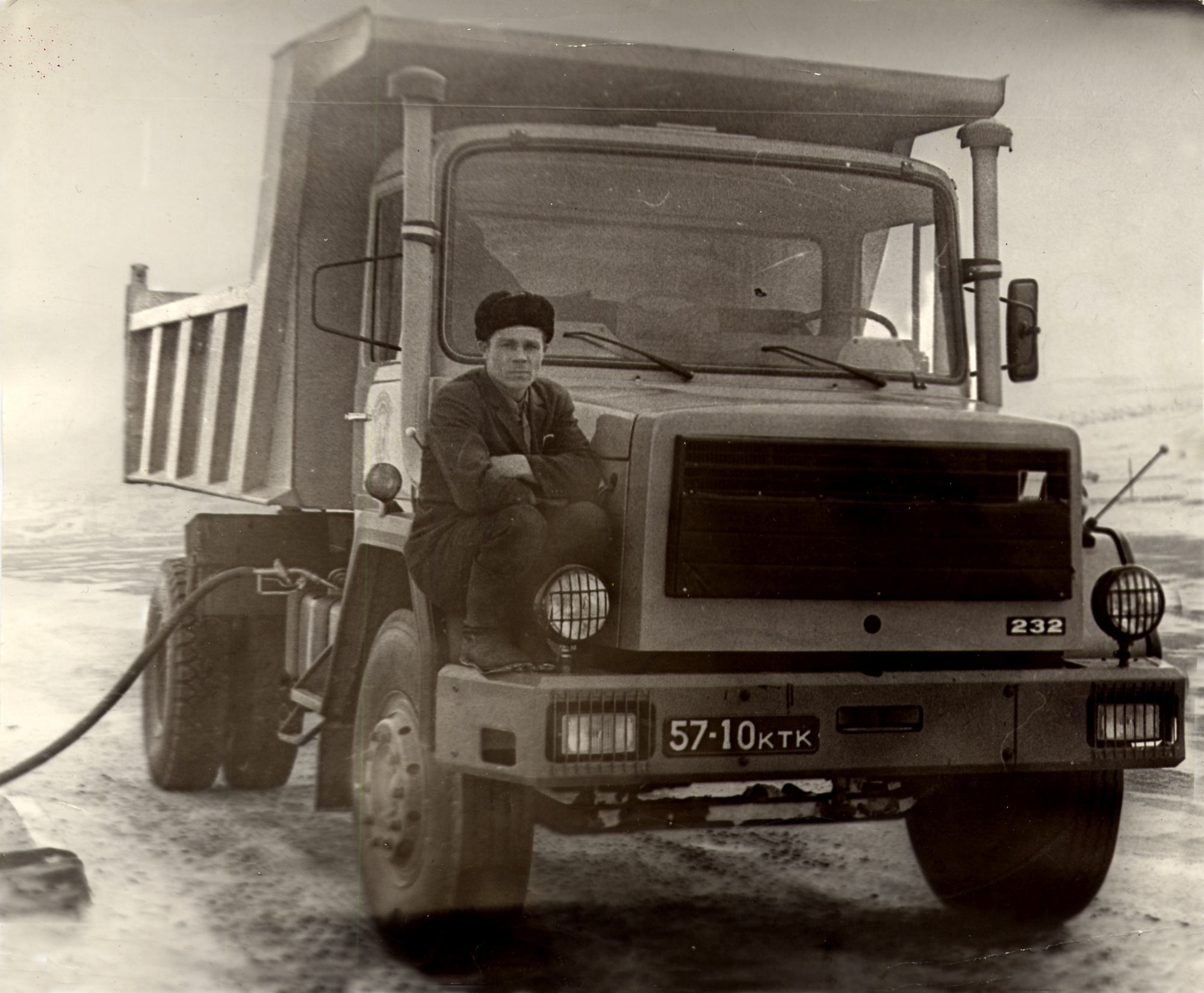
Camion Magirus-Deutz M232 D 19 K 4x2 du projet Delta à Kokshetau / RSS kazakhe (vers 1979)

En 1974, l'Union Soviétique, représentée par la "All-Union Trading Company" soviétique, a commandé environ 9.500 camions lourds au constructeur Magirus-Deutz, retenus nécessaires pour la construction de la ligne ferroviaire principale Baïkal-Amour, en dédoublement du Transsibérien à travers la Sibérie. Il s'agissait de véhicules à capot équipés de moteurs diesel KHD refroidis par air, dernière génération apparue sur le marché en 1971. Deux variantes ont été livrées, sans transmission intégrale : une version à trois essieux avec un moteur en V à dix cylindres, injection directe type F10L413 de 290 ch DIN et un PTAC de 26 tonnes, les types M290D26K et M290D26L ainsi qu'un modèle à deux essieux, moteur en V à huit cylindres type F8L413 de 232 ch DIN et 19 tonnes de PTAC, les types M232D19K et M232D19L. La principale caractéristique de ces véhicules était la possibilité de supporter les températures allant de -45° C à +30° C, vu que le moteur était refroidi par air, sans présence d'eau qui aurait pu geler.

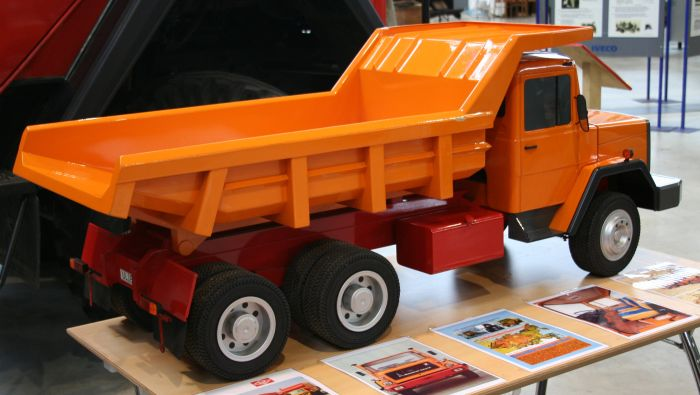
Maquette du camion Magirus-Deutz M290 D26K (6x4) à benne basculante du Delta Project

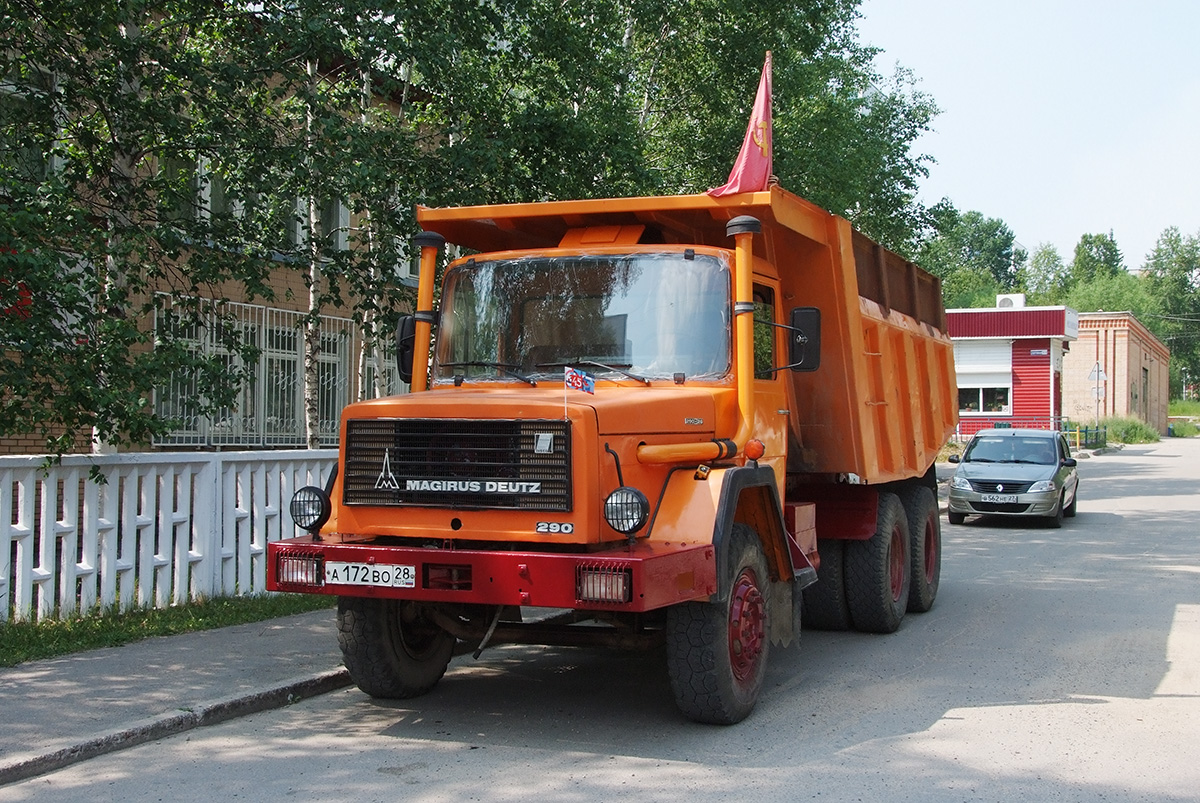
Un des camions benne Magirus-Deutz 256D26 (6x4) livré à l'URSS pour le Projet Delta

Afin d'obtenir le prix le plus bas possible, les Soviétiques n'ont pas retenu la transmission intégrale 6x6 apparue en 1973 sur les versions M310D26AK et M310D26AL de 305 ch DIN. Tous les véhicules étaient équipés du blocage de différentiel sur les essieux arrière, de deux conduits d'admission d'air surélevés et de phares supplémentaires de chaque côté de la calandre sur le pare-chocs. Ils ont été peints de couleur orange pour être le plus visible en cas de brouillard sur les pistes enneigées. Le contrat a été signé à Moscou le 2 octobre 1974.
Le choix s'est porté sur le constructeur automobile ouest-allemand Magirus-Deutz (à l'époque, filiale du groupe Klöckner-Humboldt-Deutz AG - KHD, qui passait une période difficile avec un niveau de ventes en baisse, donc des capacités de production inexploitées. Les moteurs diesel refroidis par air développés par Deutz (KHD) pouvaient fonctionner à des températures ambiantes descendant jusqu'à -57° C. Cette caractéristique a été le facteur décisif, grâce auquel l'entreprise d'Ulm a remporté le marché face aux autres constructeurs, japonais (Hino) et européens (Mercedes-Benz et Fiat V.I.), qui produisaient des véhicules équipés de moteurs refroidis à l'eau, considérés moins adaptés au travail en Sibérie dans des conditions hivernales difficiles. Les camions proposés par le constructeur tchécoslovaque Tatra, qui produisait aussi des moteurs diesel refroidis par air ou (ex) yougoslave TAM, qui produisait des moteurs sous licence Deutz, auraient pu concurrencer Magirus-Deutz, mais ces entreprises ne disposaient pas d'une capacité de production suffisante pour produire le nombre de véhicules requis dans les délais impartis.

### Ironie de l'histoire
Les moteurs diesel refroidis par air ont été développés en 1936 par le motoriste Deutz, alors dénommé Humboldt-Deutzmotoren AG, et ont été modifiés sur ordre spécial de la Wehrmacht afin qu'ils puissent fonctionner dans des territoires très froids car les nazis prévoyaient de les utiliser contre l'Union soviétique pendant la Seconde Guerre mondiale. Ces moteurs ont été installés sur des véhicules militaires, principalement sur des tracteurs RSO. En 1944, la Wehrmacht se plaignait encore du manque de matériel en raison d'une très faible production de ces moteurs qui perdura jusqu'à la fin de la guerre. Trente ans plus tard, cette invention, initialement dirigée contre l'URSS, a profité à l'Union soviétique pour un prestigieux projet d'importance historique.

## Le contrat
Afin de pouvoir exécuter la plus grosse commande de l'histoire de l'entreprise, en 1976, Magirus-Deutz a dû embaucher environ 800 salariés supplémentaires et souvent, faire travailler les équipes en heures supplémentaires. Le 19 novembre 1976, la commande est soldée et le dernier camion quitte les chaînes de l'usine par le chemin de fer à destination de la Sibérie. La plupart des véhicules ont été fabriqués après le 1er janvier 1975 et, sur la calandre, en plus de Magirus-Deutz, le logo IVECO a été placé en haut à droite, puisque le constructeur allemand avait été racheté par le groupe Fiat en 1974 qui l'avait intégré dans la holding IVECO.
Les équipements des camions ont également été produits en Allemagne : bennes basculantes, plates-formes de chargement, ateliers mobiles pour l'entretien et les réparations sur site, bétonnières, grumiers, grues pour le chargement et le déchargement, etc.. fournies par les sociétés Kässbohrer, Klaus Multiparking, Kögel, Köpf Fahrzeugbau, Meiller, O&K, Rhein-Bavaria et Vögele.
En 1981-1982, en complément au contrat, un autre lot de pièces détachées a été commandé pour 200 millions de marks.
L'organisme soviétique chargé de la réalisation du Projet Delta avait mal calculé la quantité de camions nécessaires. Rapidement, il s'est avéré qu'il fallait moins de camions pour effectuer le travail que commandés. Environ un tiers des camions Magirus-Deutz livrés n'ont pas été utilisés pour construire le BAM, mais pour d'autres travaux en Union soviétique, notamment pour développer des gisements de pétrole en Sibérie.
Certains des camions du projet Delta étaient encore en service en Russie, en 2006, en particulier en République de Sakha, sur des chantiers de construction et les champs pétrolifères. Ces camions à benne basculante ont également été utilisés dans les années 2000 pour la construction de l'autoroute Amour-Iakoutsi.

## Les tracteurs de semi-remorques FAUN
Le constructeur allemand FAUN a reçu une commande pour la fourniture de 86 tracteurs de semi-remorques tout-terrain robustes HZ 34.30/41 équipés de moteurs Deutz V12 de 326 ch DIN. Il s'agissait de tracteurs à capot HZ34.30/41 de 326 ch à partir d'un moteur V12 Deutz, refroidi par air. Le PTRA des véhicules pouvait atteindre 60 tonnes. Ils ont été livrés avec des semi-remorques surbaissés Kögel. L'Union soviétique a ensuite complété la commandé avec d'autres tracteurs FAUN HZ 32.25/40 équipés du moteur Deutz V10 de 305 ch et du HZ 40.45/45 avec un moteur V12 Deutz de 456 ch. FAUN a livré un total de 254 tracteurs à l'URSS, le dernier en 1989.
Certains tracteurs FAUN, qui, comme les camions Magirus-Deutz, ont été choisis grâce au moteur diesel KHD refroidi par air, étaient encore utilisés au début des années 2000 sur de grands chantiers de travaux publics en Russie.

### Liens extérieurs
- (ru) Hhistoire de Magirus-Deutz sur trucksinfo.net